# Steppin' 2
Série
Steppin'
(2007)
Pour plus de détails, voir Fiche technique et Distribution.
Steppin' 2 (Stomp the Yard 2: Homecoming) est un film de danse américain réalisé par Rob Hardy (en), dont la sortie est prévue le 6 octobre 2010. C'est la suite du film Steppin'.

## Synopsis
Chance Harris, jeune danseur de rue, cherche à trouver son équilibre entre les études à l'université, sa relation amoureuse avec sa petite amie Nikki, et son boulot en tant que serveur dans le restaurant de son père. Lors d'une battle, il mise beaucoup d'argent contre son adversaire et empoche l'argent, y compris celui de son adversaire grâce au public, mais se retrouve sous la menace d'un mafieux qui exige de récupérer cette grosse somme et se fait malmener par ce dernier. Parallèlement il rejoint le clan des Thêta, groupe de danseur atypique du lycée, dont le chef est Dane, en rivalité avec les Mu-Gamma. Taz, le chef des Mu-Gamma sort avec Brenda, qui n'est autre que l'ex-petite amie de Chance. Cette dernière aime toujours Chance et le fait savoir à certaine occasion, mais c'est sans compter sur Nikki qui a des doutes… Chance veut maintenir sa vie en ordre mais la menace le pèse et échappe à son contrôle. 

## Fiche technique
- Titre : Steppin' 2
- Titre original : Stomp the Yard 2: Homecoming
- Réalisateur : Rob Hardy (en)
- Scénaristes : Albert Leon et Meena Payne
- Producteur : William Packer et Columbus Short
- Distribution : Rainforest Films

## Distribution
- Collins Pennie (VFB : Sébastien Hébrant) : Chance Harris
- Pooch Hall  : Dane
- Tika Sumpter (VFB : Mélanie Dermont) : Nikki
- Stephen Boss  : Taz
- Terrence J  : Ty
- Kiely Williams  : Brenda
- Jasmine Guy  : Janice
- David Banner  : Jay
- Keith David  : Terry Harris
- Columbus Short (VF : Pascal Nowak) : DJ Williams
- Teyana Taylor  : Rena
- Lamar Stewart  : Wynn
- Tyler Nelson  : Bryce
- Terrence Polite : Roy
- Rickey Smiley (en)  : Finale MC